# Етаскосіта (Техас)
Етаскосіта (англ. Atascocita) — переписна місцевість (CDP) в США, в окрузі Гарріс штату Техас. Населення — 88 174 особи (2020).

## Географія
Етаскосіта розташована за координатами 29°58′33″ пн. ш. 95°11′40″ зх. д. / 29.97583° пн. ш. 95.19444° зх. д. (29.975941, -95.194557).  За даними Бюро перепису населення США в 2010 році переписна місцевість мала площу 65,84 км², з яких 65,35 км² — суходіл та 0,49 км² — водойми. В 2017 році площа становила 62,14 км², з яких 61,68 км² — суходіл та 0,45 км² — водойми.

## Демографія
Згідно з переписом 2010 року, у переписній місцевості мешкали 65 844 особи в 20 997 домогосподарствах у складі 16 987 родин. Густота населення становила 1000 осіб/км².  Було 21971 помешкання (334/км²).
Расовий склад населення:
| - 67,8 % — білих - 19,2 % — чорних або афроамериканців - 2,8 % — азіатів - 0,5 % — корінних американців - 0,3 % — вихідців з тихоокеанських островів - 6,6 % — осіб інших рас |

До двох чи більше рас належало 2,9 %. Частка іспаномовних становила 22,8 % від усіх жителів.
За віковим діапазоном населення розподілялося таким чином: 30,1 % — особи молодші 18 років, 64,4 % — особи у віці 18—64 років, 5,5 % — особи у віці 65 років та старші. Медіана віку мешканця становила 32,6 року. На 100 осіб жіночої статі у переписній місцевості припадало 104,0 чоловіків;  на 100 жінок у віці від 18 років та старших — 102,5 чоловіків також старших 18 років.
Середній дохід на одне домашнє господарство  становив 110 174 долари США (медіана — 84 982), а середній дохід на одну сім'ю — 111 580 доларів (медіана — 92 193). Медіана доходів становила 66 845 доларів для чоловіків та 47 399 доларів для жінок. За межею бідності перебувало 6,1 % осіб, у тому числі 8,3 % дітей у віці до 18 років та 5,4 % осіб у віці 65 років та старших.
Цивільне працевлаштоване населення становило 33 734 особи. Основні галузі зайнятості: освіта, охорона здоров'я та соціальна допомога — 24,2 %, транспорт — 11,4 %, виробництво — 10,8 %.